# Serge Leclaire
Serge Leclaire (eigentlich Serge Liebschutz, * 6. Juli 1924 in Straßburg; † 8. August 1994 in Argentière) war ein französischer Autor und lacanianischer Psychoanalytiker.

## Leben
Leclaire stammt aus einer jüdischen Familie. Nach einem Studium der Medizin und Neuropsychiatrie wurde er Analysand, Schüler und Mitarbeiter von Jacques Lacan. Er unterrichtete an der École normale supérieure in Paris.
Im Zuge der internen Streitigkeiten in der Sociéte Psychanalytique de Paris (SPP) im Jahr 1953 schloss er sich gemeinsam mit Daniel Chardon Lagache, Françoise Dolto und Jacques Lacan dem liberalen Flügel an und wurde Mitbegründer der Société française de psychanalyse (SFP), die nur wenige Jahre existieren sollte. Leclaire war zunächst deren Sekretär, später Präsident der Gesellschaft. Von 1961 bis 1965 war er zugleich Mitglied der International Psychoanalytical Association (IPA). Er setzte sich, gemeinsam mit Wladimir Granoff and François Perrier, vergeblich für eine Integration der SFP in die IPA ein.
Später folgte er Lacan in die von diesem gegründete École Freudienne de Paris (EFP). 1968/69 gründete Leclaire den Fachbereich Psychoanalyse an der Universität Paris VIII in Vincennes.

## Schriften (Auswahl)
- Psychanalyser. Un essai sur l’ordre de l’inconscient et la pratique de la lettre. Seuil, Paris 1968.
  - Psychoanalysieren. Ein Versuch über das Unbewusste und den Aufbau einer buchstäblichen Ordnung. Turia + Kant, Wien 2015.
- Démasquer le réel. Seuil, Paris 1971.
  - Das Reale entlarven. Das Objekt in der Psychoanalyse. Walter, Olten 1976.
- On tue un enfant. Un essai sur le narcissisme primaire et la pulsion de mort. Seuil, Paris 1975.
  - Ein Kind wird getötet. Eine Abhandlung über den primären Narzissmus und den Todestrieb. Turia + Kant, Wien 2004.
- Rompre les charmes. InterÉditions, Paris 1981.
- mit Madeleine Chapsal: Apprendre à aimer. Fayard, Paris 2007.
  - Lieben lernen. Turia + Kant, Wien 2009.